# Marta Vavrysová
Marta Vavrysová (12. srpna 1954 Zlín) je malířka a výtvarnice (galeristka). Jejím otcem byl akademický sochař Evžen Macků – potomek českého malíře Josefa Mánesa. V letech 1969 až 1973 absolvovala Uměleckoprůmyslovou školu v Uherském Hradišti, kde se věnovala modelářství a návrhářství obuvi a módních doplňků (profesoři: Jan Dudešek a Břetislav Polišenský). S manželem - akademickým malířem a ilustrátorem Pavlem Vavrysem má syna Martina a dceru Markétu. Obrazy Marty Vavrysové jsou součástí početných soukromých sbírek doma i v zahraničí.

## Charakter tvorby
Tvorbu Marty Vavrysové možno označit za komorní. Vyznačuje se menšími formáty, intimnější tematikou a niterním zaujetím. Její zátiší s koráli, vějíři, krajkami, maskami či loutkami navozují nejen atmosféru zašlých časů, ale i symboliku mezilidských vztahů a pomíjivost tohoto světa. Zvláštní barevnost obrazů (starorůžové, fialové a namodralé tóny v kombinaci s bílou) jakož i kontrast pastózních a lazurních ploch vytváří tu atmosféru šťastné idyly, jindy touhu po harmonii či smutek nebo nostalgii. Jedinečnou atmosféru jejich obrazů podtrhuje křehký půvab, měkký, rozplývavý rukopis, modelování světlem a stínem i monotematická barevnost.

## Výběr z výstav
- 1985 - Slovácké divadlo, Uherské Hradiště[1]
- 1989 - Slovácké muzeum, Uherské Hradiště[1]
- 1994 - Siemens - Offenbach, Německo[1]
- 1998 - Galerie Zeman, Uherské Hradiště[1]
- 2000 - Trojský zámek, Praha[1]
- 2000 - I. Salon českých, moravských, slezských malířů a sochařů, Zahrada Čech, Litoměřice[1][2]
- 2001 - Hotel Bohemia, Mariánské Lázně[1]
- 2001 - Galerie Zeman, Uherské Hradiště[1]
- 2001 - Výstava sympozistů 2001 - Banská Štiavnica, Slovensko[1]
- 2002 - Štúdio "L+S" (Lasica a Satinský), Bratislava[1]
- 2002 - Kulturní dům - Mikulčice[1]
- 2002 - II. Salon českých, moravských, slezských malířů a sochařů, Litoměřice[2]
- 2002 - Divadlo Bez zábradlí, Praha 1
- 2003 - Galerie Zeman, Uherské Hradiště[1]
- 2003 - Městské divadlo - Zlín[1]
- 2004 - Galerie Jan, Vídeň, Rakousko[1]
- 2004 - Galerie Austerlitz - Zámek Slavkov[1]
- 2007 - Kulturní dům Dolní Bojanovice[1]
- 2007 - Galerie "36" - Kyjev, Ukrajina[1]
- 2011 - ZLATÝ MELOUN, Praha[1]
- 2012 - Bowling Štěrboholy, Praha[1]
- 2012 - Galerie "9", Praha 9[1]
- 2013 - Vltavotýnské výtvarné dvorky 2013, Městská galerie U Zlatého slunce, Týn nad Vltavou (České Budějovice)[2]
- 2014 až 2017 - Kulturní sál Říčany - Kuří

Od roku 1989 je část díla Marty Vavrysové vystavena ve stálé expozici v rodinné Galerii Vavrys.

## Kolektivní katalogy
- 2000 - I. Salon českých, moravských, slezských malířů a sochařů[2]
- 2002 - II. Salon českých, moravských, slezských malířů a sochařů[2]
- 2013 - Vltavotýnské výtvarné dvorky 2013 (XIX. ročník)[2]

## Kolektivní pozvánky
- 2013 - Vltavotýnské výtvarné dvorky 2013 (XIX. ročník)[2]

## Marta Vavrysová v encyklopediích a slovnících
- 2003 - Slovník žáků a absolventů zlínské Školy umění a Střední uměleckoprůmyslové školy ve Zlíně a v Uherském Hradišti (1939 - 2003)[2]
- 2008 - Slovník českých a slovenských výtvarných umělců 1950 - 2008 (XIX. V - Vik)[2][5]

## Realizace v architektuře
- 2004 - Pachtův Palác (Praha) - obrazová výzdoba[1]
- 2009 - HOTEL SAVANNAH (Hatě, Znojmo) - obrazová výzdoba[1]

## Umělecká ocenění
- 1989 - Čestné uznání v soutěži na výzdobu Lichtenštejnského paláce, Praha[1]
- 2001 - Cena Rudolfa II. Za výtvarné umění (Masarykova a Evropská akademie umění Praha)[1]